# Segona divisió espanyola de futbol 1949-1950
Resum de l'activitat de la temporada 1949-1950 de la Segona divisió espanyola de futbol.

## Grup Nord

### Clubs participants
| Club                         | Ciutat               | Estadi              |
| ---------------------------- | -------------------- | ------------------- |
| Arosa SC                     | Vilagarcía de Arousa | La Lomba            |
| CF Badalona                  | Badalona             | Avinguda de Navarra |
| Club Barakaldo               | Barakaldo            | Lasesarre           |
| Club Erandio                 | Erandio              | Ategorri            |
| Club Ferrol                  | Ferrol               | Inferniño           |
| Girona CF                    | Girona               | Vista Alegre        |
| Real Gijón                   | Gijón                | El Molinón          |
| RS Gimnástica de Torrelavega | Torrelavega          | El Malecón          |
| UE Lleida                    | Lleida               | Camp d'Esports      |
| SG Lucense                   | Lugo                 | Los Miñones         |
| CD Numancia                  | Soria                | San Andrés          |
| UD Orensana                  | Ourense              | O Couto             |
| CA Osasuna                   | Pamplona             | San Juan            |
| CE Sabadell FC               | Sabadell             | Creu Alta           |
| Real Santander SD            | Santander            | El Sardinero        |
| Zaragoza CF                  | Saragossa            | Torrero             |

### Classificació
| Pos | Equip                  | PJ | PG | PE | PP | GF | GC | DG  | Pts | Classificació o descens   |
| --- | ---------------------- | -- | -- | -- | -- | -- | -- | --- | --- | ------------------------- |
| 1   | Real Santander (O, P)  | 30 | 24 | 0  | 6  | 99 | 47 | +52 | 48  | Promoció d'ascens         |
| 2   | UE Lleida (O, P)       | 30 | 20 | 1  | 9  | 76 | 46 | +30 | 41  | Promoció d'ascens         |
| 3   | Real Gijón             | 30 | 17 | 5  | 8  | 89 | 46 | +43 | 39  |                           |
| 4   | Reial Saragossa        | 30 | 17 | 4  | 9  | 77 | 59 | +18 | 38  |                           |
| 5   | Gimnástica Torrelavega | 30 | 15 | 7  | 8  | 73 | 54 | +19 | 37  |                           |
| 6   | CE Sabadell            | 30 | 13 | 4  | 13 | 84 | 63 | +21 | 30  |                           |
| 7   | CA Osasuna             | 30 | 13 | 2  | 15 | 71 | 77 | −6  | 28  |                           |
| 8   | Orensana               | 30 | 11 | 6  | 13 | 44 | 49 | −5  | 28  |                           |
| 9   | Girona FC              | 30 | 12 | 3  | 15 | 49 | 69 | −20 | 27  |                           |
| 10  | Barakaldo CF           | 30 | 10 | 6  | 14 | 45 | 62 | −17 | 26  |                           |
| 11  | Lucense                | 30 | 12 | 1  | 17 | 54 | 65 | −11 | 25  |                           |
| 12  | Ferrol                 | 30 | 11 | 3  | 16 | 63 | 81 | −18 | 25  |                           |
| 13  | CD Numancia            | 30 | 11 | 2  | 17 | 51 | 71 | −20 | 24  |                           |
| 14  | Erandio (R)            | 30 | 11 | 2  | 17 | 54 | 86 | −32 | 24  | Promoció de descens       |
| 15  | CF Badalona (O)        | 30 | 11 | 1  | 18 | 66 | 80 | −14 | 23  | Promoció de descens       |
| 16  | Arosa SC (R)           | 30 | 7  | 3  | 20 | 44 | 84 | −40 | 17  | Descens a Tercera Divisió |

### Resultats
| Casa \ Fora            | ARO | BAD | BAR | ERA  | GIM | GIR | LLE | LUC | NUM | ORE | OSA | RFE | RAC | SPO | SAB | ZAR |
| ---------------------- | --- | --- | --- | ---- | --- | --- | --- | --- | --- | --- | --- | --- | --- | --- | --- | --- |
| Arosa SC               | —   | 3–0 | 1–1 | 3–1  | 2–1 | 2–1 | 2–3 | 1–3 | 2–1 | 0–2 | 2–2 | 3–0 | 1–4 | 2–0 | 0–3 | 0–2 |
| CF Badalona            | 5–1 | —   | 8–2 | 0–1  | 3–1 | 4–0 | 1–3 | 3–1 | 3–1 | 5–3 | 3–1 | 4–2 | 2–3 | 2–1 | 5–0 | 2–4 |
| Barakaldo CF           | 3–3 | 2–2 | —   | 4–1  | 2–1 | 2–0 | 0–0 | 2–1 | 3–1 | 1–1 | 2–1 | 3–2 | 1–2 | 0–4 | 1–1 | 1–0 |
| Erandio                | 6–2 | 5–3 | 4–1 | —    | 0–2 | 1–1 | 4–1 | 3–2 | 1–0 | 0–1 | 1–0 | 2–2 | 2–5 | 3–2 | 5–2 | 1–4 |
| Gimnástica Torrelavega | 4–1 | 4–1 | 2–1 | 3–2  | —   | 4–1 | 2–1 | 4–1 | 4–1 | 0–0 | 5–1 | 3–1 | 0–1 | 2–2 | 1–1 | 6–2 |
| Girona FC              | 4–2 | 3–1 | 2–1 | 3–0  | 2–1 | —   | 0–2 | 2–1 | 3–0 | 4–1 | 3–0 | 5–2 | 1–4 | 1–1 | 1–0 | 2–2 |
| UE Lleida              | 3–0 | 6–4 | 1–0 | 3–1  | 3–1 | 4–0 | —   | 9–2 | 6–2 | 4–1 | 5–4 | 6–1 | 1–2 | 1–2 | 3–2 | 1–2 |
| Lucense                | 3–2 | 5–0 | 0–1 | 5–1  | 1–2 | 2–0 | 0–1 | —   | 1–2 | 1–0 | 3–0 | 5–0 | 2–1 | 2–1 | 1–0 | 1–2 |
| CD Numancia            | 4–1 | 2–0 | 2–3 | 4–0  | 1–1 | 6–0 | 0–1 | 1–3 | —   | 3–0 | 3–2 | 5–0 | 2–1 | 2–0 | 1–1 | 2–1 |
| Orensana               | 1–0 | 5–0 | 4–2 | 1–2  | 1–1 | 3–0 | 0–1 | 1–1 | 2–0 | —   | 1–0 | 5–0 | 1–0 | 1–1 | 3–1 | 1–1 |
| CA Osasuna             | 1–0 | 4–0 | 2–0 | 4–1  | 5–5 | 3–0 | 5–2 | 4–1 | 4–1 | 3–1 | —   | 2–0 | 0–2 | 3–7 | 6–2 | 1–0 |
| Ferrol                 | 7–0 | 4–0 | 1–0 | 3–2  | 7–2 | 3–2 | 2–1 | 3–2 | 4–0 | 1–0 | 3–4 | —   | 2–4 | 2–5 | 0–0 | 5–1 |
| Real Santander         | 3–2 | 6–3 | 4–1 | 4–1  | 2–3 | 5–2 | 4–1 | 8–0 | 5–0 | 4–1 | 6–4 | 2–0 | —   | 3–2 | 7–2 | 4–1 |
| Real Gijón             | 6–1 | 3–1 | 2–1 | 3–0  | 3–2 | 5–2 | 0–1 | 3–1 | 9–0 | 5–2 | 6–1 | 2–2 | 4–0 | —   | 1–3 | 3–1 |
| CE Sabadell            | 5–1 | 2–1 | 3–2 | 11–1 | 3–4 | 3–4 | 0–1 | 4–2 | 6–2 | 5–1 | 8–1 | 5–1 | 4–1 | 2–4 | —   | 5–1 |
| Reial Saragossa        | 5–4 | 2–0 | 6–2 | 7–2  | 2–2 | 4–0 | 2–1 | 4–1 | 4–2 | 3–0 | 4–3 | 6–3 | 1–2 | 2–2 | 1–0 | —   |

| Golejador         | Gols | Equip                  |
| ----------------- | ---- | ---------------------- |
| Pío Alonso        | 31   | Real Gijón             |
| José Luis Duque   | 28   | Gimnástica Torrelavega |
| Joseíto           | 25   | Real Santander         |
| Manuel Badenes    | 21   | Reial Saragossa        |
| Sebastián Fustero | 18   | UE Lleida              |

| Porter              | Gols | Partits | Mitjana | Equip           |
| ------------------- | ---- | ------- | ------- | --------------- |
| José Rivero         | 38   | 29      | 1.31    | UE Lleida       |
| Juan Delgado        | 42   | 28      | 1.5     | Real Santander  |
| José María Munárriz | 25   | 16      | 1.56    | Real Gijón      |
| Manuel Lestón       | 38   | 24      | 1.58    | Orensana        |
| Higinio Martí       | 20   | 11      | 1.82    | Reial Saragossa |

## Grup Sud

### Clubs participants
| Club              | Ciutat                    | Estadi                 |
| ----------------- | ------------------------- | ---------------------- |
| Albacete Balompié | Albacete                  | Parque de los Mártires |
| CE Alcoià         | Alcoi                     | El Collao              |
| Atlético Tetuán   | Tetuan                    | Varela                 |
| Cartagena CF      | Cartagena                 | El Armarjal            |
| CE Castelló       | Castelló de la Plana      | Castalia               |
| RCD Córdoba       | Còrdova                   | El Árcangel            |
| Elx CF            | Elx                       | Altabix                |
| Granada CF        | Granada                   | Los Cármenes           |
| Hèrcules CF       | Alacant                   | La Viña                |
| Llevant UE        | València                  | Vallejo                |
| RB Linense        | La Línea de la Concepción | La Balompédica         |
| RCD Mallorca      | Palma                     | Es Fortí               |
| CD Mestalla       | València                  | Mestalla               |
| Reial Múrcia      | Múrcia                    | La Condomina           |
| AD Plus Ultra     | Madrid                    | Camp de Ciudad Lineal  |
| UD Salamanca      | Salamanca                 | El Calvario            |

### Classificació
| Pos | Equip             | PJ | PG | PE | PP | GF | GC | DG  | Pts | Classificació o descens   |
| --- | ----------------- | -- | -- | -- | -- | -- | -- | --- | --- | ------------------------- |
| 1   | CE Alcoià (P)     | 30 | 19 | 3  | 8  | 69 | 41 | +28 | 41  | Promoció d'ascens         |
| 2   | Reial Múrcia (P)  | 30 | 18 | 2  | 10 | 80 | 49 | +31 | 38  | Promoció d'ascens         |
| 3   | Plus Ultra        | 30 | 17 | 4  | 9  | 68 | 52 | +16 | 38  |                           |
| 4   | UD Salamanca      | 30 | 16 | 2  | 12 | 55 | 68 | −13 | 34  |                           |
| 5   | Atlético Tetuán   | 30 | 15 | 3  | 12 | 55 | 40 | +15 | 33  |                           |
| 6   | Mestalla          | 30 | 14 | 5  | 11 | 45 | 52 | −7  | 33  |                           |
| 7   | Albacete Balompié | 30 | 14 | 3  | 13 | 73 | 54 | +19 | 31  |                           |
| 8   | Real Córdoba      | 30 | 12 | 7  | 11 | 61 | 55 | +6  | 31  |                           |
| 9   | Granada CF        | 30 | 14 | 2  | 14 | 71 | 53 | +18 | 30  |                           |
| 10  | Hèrcules CF       | 30 | 12 | 5  | 13 | 58 | 50 | +8  | 29  |                           |
| 11  | RCD Mallorca      | 30 | 13 | 3  | 14 | 62 | 61 | +1  | 29  |                           |
| 12  | Linense           | 30 | 10 | 7  | 13 | 75 | 76 | −1  | 27  |                           |
| 13  | Llevant UE        | 30 | 8  | 9  | 13 | 46 | 77 | −31 | 25  |                           |
| 14  | Elx CF (R)        | 30 | 11 | 3  | 16 | 46 | 67 | −21 | 23  | Promoció de descens       |
| 15  | Cartagena (O)     | 30 | 10 | 1  | 19 | 54 | 69 | −15 | 21  | Promoció de descens       |
| 16  | CE Castelló (R)   | 30 | 6  | 3  | 21 | 23 | 77 | −54 | 15  | Descens a Tercera Divisió |

### Resultats
| Casa \ Fora       | ALB | ALC | TET | CAR | CAS | ELC | GRA | HER | LEV | LNS | MAL | MES | MUR | RMC | COR | SAL  |
| ----------------- | --- | --- | --- | --- | --- | --- | --- | --- | --- | --- | --- | --- | --- | --- | --- | ---- |
| Albacete Balompié | —   | 2–1 | 3–2 | 6–3 | 5–0 | 2–1 | 6–1 | 1–0 | 5–1 | 1–1 | 3–2 | 1–2 | 5–3 | 5–0 | 3–0 | 10–0 |
| CE Alcoià         | 2–1 | —   | 4–1 | 4–1 | 2–0 | 4–1 | 2–1 | 3–1 | 3–0 | 3–0 | 3–1 | 2–2 | 5–2 | 2–0 | 3–1 | 5–1  |
| Atlético Tetuán   | 3–0 | 0–0 | —   | 2–0 | 4–0 | 4–0 | 0–2 | 5–1 | 6–0 | 2–0 | 2–0 | 3–0 | 1–0 | 2–0 | 4–0 | 2–1  |
| Cartagena         | 0–3 | 4–1 | 0–1 | —   | 1–2 | 2–0 | 3–0 | 4–1 | 2–0 | 6–2 | 4–2 | 2–1 | 1–5 | 1–1 | 4–1 | 6–0  |
| CE Castelló       | 2–0 | 0–2 | 2–0 | 2–0 | —   | 3–1 | 0–2 | 1–5 | 0–0 | 1–1 | 1–5 | 0–2 | 1–4 | 0–1 | 1–0 | 0–1  |
| Elx CF            | 4–2 | 1–2 | 3–1 | 3–1 | 4–0 | —   | 1–0 | 2–2 | 3–2 | 2–0 | 4–3 | 1–0 | 0–1 | 1–0 | 1–0 | 1–2  |
| Granada CF        | 4–2 | 0–0 | 3–1 | 6–1 | 6–0 | 3–1 | —   | 0–2 | 8–1 | 9–2 | 2–0 | 3–2 | 1–0 | 2–2 | 1–2 | 7–2  |
| Hèrcules CF       | 2–0 | 1–2 | 0–2 | 4–1 | 3–0 | 3–0 | 1–3 | —   | 3–2 | 5–1 | 2–1 | 1–2 | 3–0 | 1–2 | 2–2 | 6–0  |
| Llevant UE        | 2–2 | 0–1 | 1–1 | 1–0 | 4–1 | 4–3 | 3–2 | 1–1 | —   | 2–0 | 2–2 | 1–1 | 1–1 | 3–2 | 2–2 | 4–2  |
| Linense           | 1–1 | 1–2 | 5–1 | 8–2 | 7–3 | 8–2 | 2–1 | 2–2 | 4–0 | —   | 4–0 | 4–1 | 4–2 | 3–1 | 1–1 | 1–1  |
| RCD Mallorca      | 3–1 | 2–1 | 4–2 | 1–0 | 2–1 | 2–2 | 3–1 | 0–1 | 6–1 | 6–4 | —   | 1–1 | 3–2 | 6–1 | 3–2 | 1–0  |
| Mestalla          | 1–0 | 3–2 | 3–2 | 2–0 | 3–0 | 1–1 | 3–1 | 1–1 | 1–3 | 2–1 | 1–0 | —   | 1–0 | 0–1 | 3–1 | 3–0  |
| Reial Múrcia      | 6–1 | 3–1 | 1–0 | 2–1 | 3–0 | 6–1 | 2–0 | 4–2 | 6–1 | 4–2 | 5–2 | 6–1 | —   | 1–0 | 4–2 | 2–1  |
| Plus Ultra        | 2–1 | 2–1 | 4–0 | 4–2 | 4–0 | 4–1 | 2–1 | 4–1 | 2–0 | 6–4 | 2–1 | 6–1 | 3–3 | —   | 4–1 | 6–3  |
| Real Córdoba      | 3–0 | 5–3 | 1–1 | 2–1 | 1–1 | 3–0 | 2–1 | 2–1 | 4–4 | 5–0 | 3–0 | 6–1 | 4–2 | 1–1 | —   | 3–0  |
| UD Salamanca      | 2–1 | 4–3 | 2–0 | 2–1 | 4–1 | 2–1 | 5–0 | 2–0 | 3–0 | 2–2 | 3–0 | 2–0 | 1–0 | 4–1 | 3–1 | —    |

| Golejador       | Gols | Equip           |
| --------------- | ---- | --------------- |
| Manuel del Toro | 25   | Reial Múrcia    |
| Bozambo         | 21   | Atlético Tetuán |
| Juan Ayala      | 21   | Linense         |
| Cabillo         | 19   | CE Alcoià       |
| Loren           | 19   | UD Salamanca    |

| Porter            | Gols | Partits | Mitjana | Equip           |
| ----------------- | ---- | ------- | ------- | --------------- |
| Vicente Izquierdo | 15   | 15      | 1       | Mestalla        |
| Luis Martín       | 39   | 30      | 1.3     | CE Alcoià       |
| Manuel Pachón     | 39   | 30      | 1.3     | Atlético Tetuán |
| Juan Seva         | 19   | 13      | 1.46    | Hèrcules CF     |
| Paquillo          | 19   | 12      | 1.58    | Real Córdoba    |

## Promoció d'ascens

### Classificació
| Pos | Equip          | PJ | PG | PE | PP | GF | GC | DG  | Pts | Classificació o descens  |
| --- | -------------- | -- | -- | -- | -- | -- | -- | --- | --- | ------------------------ |
| 1   | Real Santander | 6  | 4  | 1  | 1  | 20 | 8  | +12 | 9   | Ascens a Primera Divisió |
| 2   | UE Lleida      | 6  | 3  | 0  | 3  | 14 | 15 | −1  | 6   | Ascens a Primera Divisió |
| 3   | Reial Múrcia   | 6  | 2  | 1  | 3  | 13 | 15 | −2  | 5   | Segona promoció d'ascens |
| 4   | CE Alcoià      | 6  | 2  | 0  | 4  | 10 | 19 | −9  | 4   | Segona promoció d'ascens |

### Resultats
| Casa \ Fora    | ALC | LLE | MUR | RAC |
| -------------- | --- | --- | --- | --- |
| CE Alcoià      | —   | 4–1 | 4–2 | 1–2 |
| UE Lleida      | 4–1 | —   | 4–1 | 3–2 |
| Reial Múrcia   | 4–0 | 3–1 | —   | 2–2 |
| Real Santander | 6–0 | 4–1 | 4–1 | —   |

### Segona promoció d'ascens
| 2 de juliol de 1950 | CE Alcoià                                                    | 6-3     | Gimnàstic                         | Barcelona                   |  |
|                     | Quisco 8', 78', 91', 95' · Pitarch 39' (pen.) · Vinuesa 114' | Informe | Bravo 34' · Alsúa 52' (pen.), 67' | Sarrià · García Fernández · |  |

| 2 de juliol de 1950 | Reial Múrcia                       | 2-0     | Real Oviedo | Madrid                           |  |
|                     | Del Toro 51' · Castillo 81' (p.p.) | Informe |             | Metropolitano · Barderi Gibert · |  |

## Promoció de descens
| 9 de juliol de 1950 | Ceuta                      | 2-0     | Elx CF | Granada                          |  |
|                     | Urdiales 32' · Natalio 77' | Informe |        | Los Cármenes · Pérez Rodríguez · |  |

| 9 de juliol de 1950 | CF Badalona                                                         | 6-1     | Tortosa  | Lleida                            |  |
|                     | Serratusell 25', 63', 82' (pen.) · Enguix 55' · Vila 86' · Hill 90' | Informe | Toha 23' | Camp d'Esports · Giménez Molina · |  |

| 9 de juliol de 1950 | UE Sant Andreu      | 3-1     | Erandio   | Saragossa                |  |
|                     | Vivet 28', 40', 48' | Informe | Garín 45' | Torrero · Arqué Martín · |  |

| 9 de juliol de 1950 | Cartagena              | 2-2     | Imperial Murcia                          | Alacant                  |  |
|                     | Guti 12' · Eduardo 71' | Informe | Rodríguez 57' (pen.) · Sornichero II 77' | Bardín · Marrón Martín · |  |

| 11 de juliol de 1950 | Cartagena                       | 3-0     | Imperial Murcia | Alacant                         |  |
|                      | Lucas 8' · Roca 28' · Jover 61' | Informe |                 | Bardín · De la Cruz Hernández · |  |

## Resultats finals
- Campió: Real Santander SD, CE Alcoià.
- Ascens a Primera divisió: Real Santander SD, CE Alcoià, UE Lleida, Reial Múrcia.
- Descens a Segona divisió: Gimnàstic de Tarragona, Real Oviedo CF.
- Ascens a Segona divisió: UD Melilla, CD Logroñés, UD Las Palmas, UD Huesca, CD Sant Andreu, SD Ceuta.
- Descens a Tercera divisió: Arosa SC, CE Castelló, Elx CF, SD Erandio Club.